# Pistola de duelo

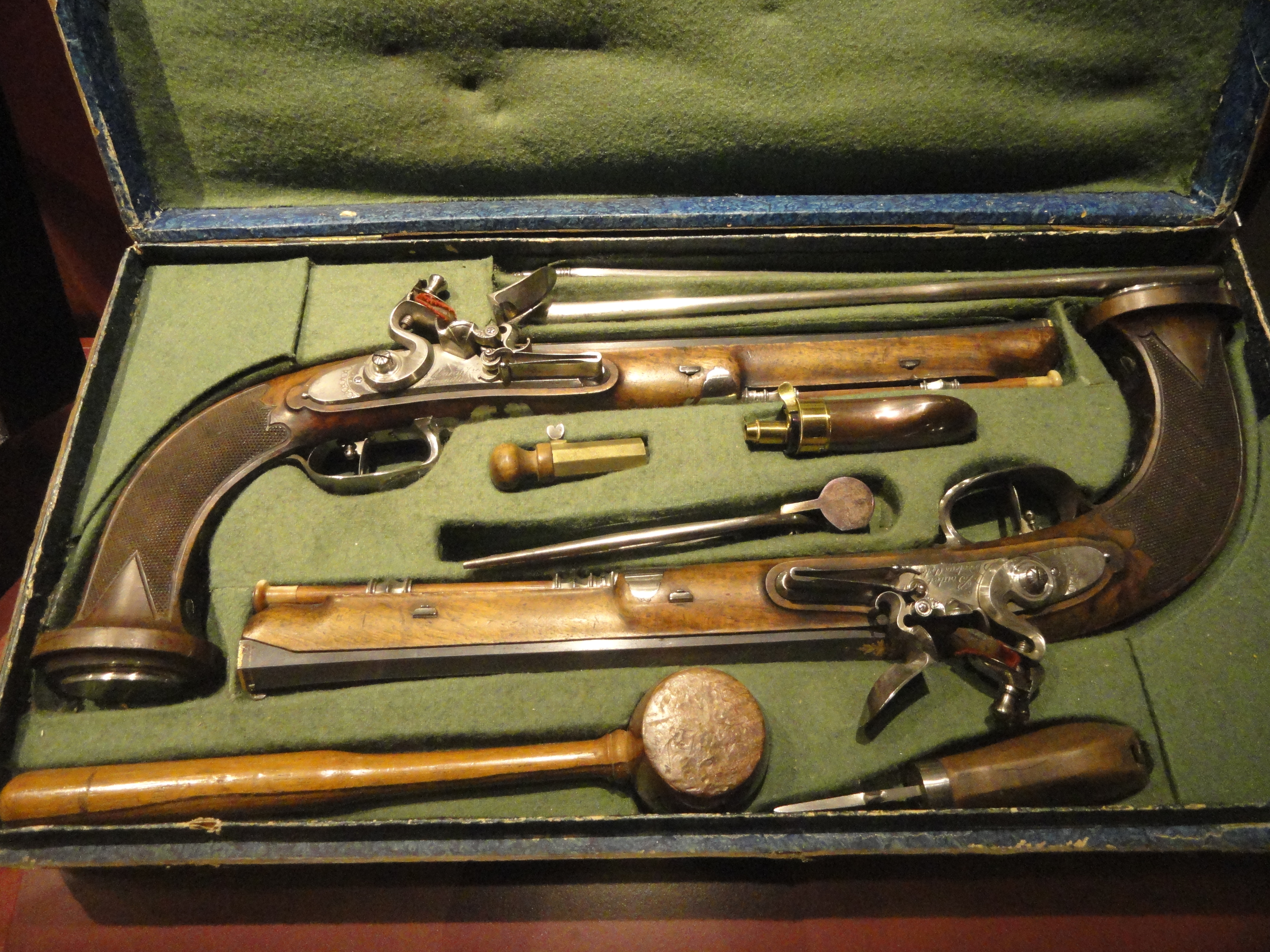
Pistolas de duelo francesas feitas por Nicolas-Noël Boutet. De Tiro único, pederneira, estriadas, calibre .58", aço azulado, Versalhes, 1794-1797.

Pistola de duelo foi um tipo de pistola fabricada em pares iguais para que fossem usadas em um duelo, quando os duelos eram o costume. As pistolas de duelo geralmente são de pólvora negra, de tiro único acionadas por pederneira ou percussão que disparando uma única bala esférica de chumbo. Elas foram feitas em pares idênticos para colocar os dois duelistas em pé de igualdade. Nem todos os pares de pistolas são verdadeiras pistolas de duelo, embora possam ser chamadas assim.

## Características

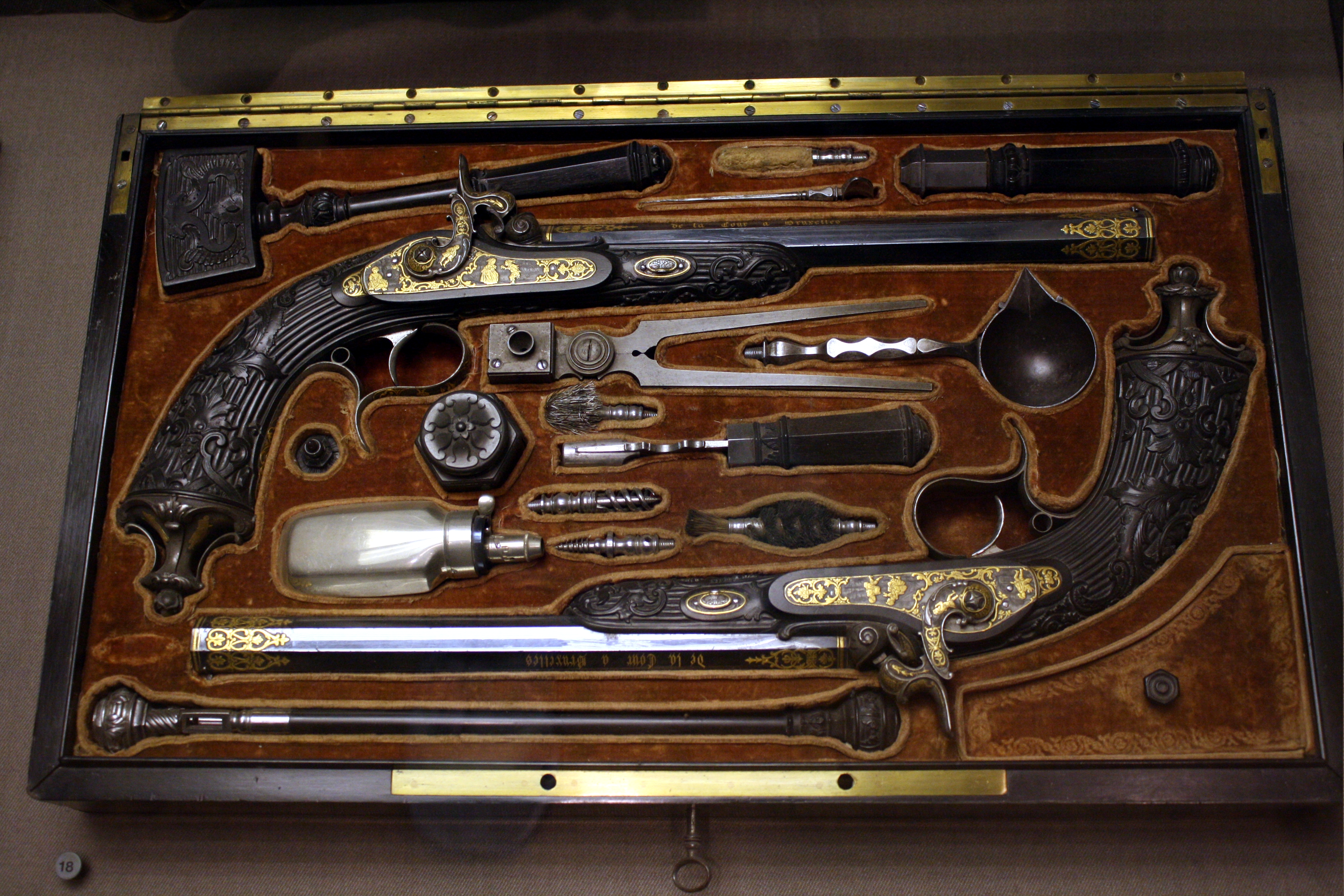
Um par de pistolas de duelo por percussão, francesas gravada e douradas, expostas no Museu de Arte da Filadélfia.

Pistolas de pederneira padrão podem ter um atraso perceptível entre puxar o gatilho e realmente disparar a bala, a menos que sejam precisamente ajustadas. Pistolas de duelo de uso específico têm várias melhorias para torná-las mais confiáveis e precisas.
As pistolas de duelo têm canos longos e pesados, o peso extra ajudava na mira reduzindo o recuo. Os canos das pistólas mais antigas eram cilíndricos, enquanto os posteriores tendiam a ser octogonais. Os canos receberam um acabamento azulado ou marrom para reduzir o brilho. Esporas nos guarda-mato do gatilho começaram a aparecer por volta de 1805 para fornecer um descanso para o dedo médio para melhorar a empunhadura do atirador. Outras características eram cabos mais anatômicos, orifícios de ignição revestidos de platina e gatilhos de precisão muito leves.
Todas as partes componentes eram fabricadas, acabadas à mão e ajustadas com grande cuidado e precisão, o que tornava as pistolas de duelo muito mais caras do que as armas de fogo convencionais da época. Cuidado especial foi tomado ao moldar as balas de chumbo para garantir que não houvesse espaços vazios que afetassem a precisão. As pistolas eram carregadas com cuidado e de forma idêntica, e cada duelista tinha a oportunidade de escolher as pistolas carregadas indistinguíveis. Como os duelos eram geralmente travados em distâncias curtas, normalmente de 35 a 45 pés (11 a 14 m), entre oponentes estacionários, não era necessária extrema precisão.
As pistolas de duelo tinham canos longos - normalmente cerca de 250 mm (10 pol.) E disparavam balas grandes e pesadas. Pistolas com calibres de 0,45 pol (11 mm), 0,52 pol (13 mm), 0,58 pol (15 mm) ou mesmo 0,65 pol (17 mm) eram comuns. As balas carregadas neles podiam pesar 214 grãos (0,49 onças; 13,9 gramas) no calibre .52 ou mais em calibres maiores. As balas eram disparadas com uma velocidade de saída de aproximadamente 830 pés/s (253 m/s), o que tornava uma bala de calibre .52 tão letal quanto uma bala atual de .45 ACP e, portanto, capaz de infligir ferimentos muito graves (embora velocidades de mais de 385 m/s e médias entre 305-610 m/s também eram facilmente alcançáveis e mais comuns com pistolas de pederneira normais). Esses ferimentos, juntamente com o estado primitivo da medicina de emergência na época em que os duelos eram comuns, significava que os duelos de pistola freqüentemente resultavam em mortes, muitas vezes algumas horas ou dias depois. Este foi o destino de Alexandre Pushkin, um duelista de pistola altamente experiente que lutou 29 duelos antes de ser ferido no estômago por Georges-Charles de Heeckeren d'Anthès em 8 de fevereiro de 1837. Pushkin conseguiu devolver o fogo, ferindo ligeiramente d'Anthès, mas morreu dois dias depois.
A maioria das pistolas inglesas tinha canos de alma lisa, embora algumas tivessem canos ligeiramente estriados, um estriamento sutil, difícil de ver a olho nu. Pistolas com cano estriado estabilizam a rotação do tiro quando ele é disparado, resultando em uma precisão muito melhor. Como resultado, duelar com pistolas com canos estriados era considerado antidesportivo por muitos, embora não houvesse injustiça, desde que as pistolas fossem idênticas. Para alguns no século XVIII, duelar com armas menos precisas e de cano liso eram preferidos, pois eles viam isso como uma forma de permitir que o julgamento de Deus tivesse um papel na decisão do resultado do encontro.
Na Europa continental, o uso de pistolas de cano de alma lisa era considerado covarde, e pistolas de cano estriado eram a norma. O curto alcance em que a maioria dos duelos acontecia, combinado com a precisão de pistolas estriada significava que seu uso aumentava substancialmente as chances de morte durante um duelo. Um par de pistolas estriadas geralmente incluía um pequeno martelo como acessório; eles usaram balas ligeiramente maiores e um martelo foi necessário para enfiar a bala no cano durante o carregamento. Pares de pistolas de duelo podem ser facilmente confundidas com pistolas de coldre e pistolas de viagem. Esses tipos são semelhantes às pistolas de duelo no sentido de que são armas grandes, carregadas pela boca, que costumam ser feitas de maneira cara, vêm em pares combinados e revestidos com um conjunto de acessórios. Pistolas de viagem, também conhecidas como pistolas de sobretudo, destinavam-se ao uso por viajantes para se protegerem de salteadores; ao contrário das pistolas de duelo, eram comumente estriadas. As pistolas coldre eram carregadas aos pares em um coldre de couro pendurado na sela de um cavalo. Embora mais adequados para uso militar, eram geralmente propriedade de civis. Embora seu propósito fosse o combate ou autodefesa, pistolas de coldre eram usadas ocasionalmente para lutar em duelos.

## Pistolas de duelo esportivo

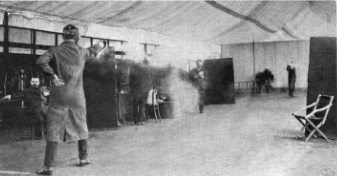
Duelo de pistola como evento associado nos Jogos Olímpicos de Londres de 1908.

Durante o final do século XIX e o início do século XX, o duelo se tornou um esporte em que os atiradores atiravam uns contra os outros usando tiros não letais. Consistiam em balas de cera em um cartucho sem nenhuma carga de pólvora; a bala era impulsionada apenas pela explosão da espoleta do cartucho. Os participantes usavam roupas pesadas de proteção e um capacete de metal, semelhante a uma máscara de esgrima, mas com uma tela de vidro grosso. O duelo de pistola foi um evento associado (sem medalha) nos Jogos Olímpicos de 1906 e 1908 (ver duelo olímpico).
A empresa francesa Fauré Le Page fabricava pistolas especiais para "duelos desportivos". Estas eram por ação basculante, de tiro único, equipadas com um escudo na frente do gatilho, para proteger a mão que segurava a pistola.

## Fabricantes
O uso de pistolas de duelo tornou-se popular na Grã-Bretanha, França e América durante meados do século XVIII. Inicialmente, coldres padrão ou pistolas de viagem eram usados principalmente, mas no final do século as pistolas de duelo para fins especiais eram feitas por artesãos na Inglaterra, França, Alemanha, Áustria e América.
Os fabricantes mais famosos e inovadores foram empresas sediadas em Londres, como a Wogdon & Barton, a Durs Egg, a Manton, a Mortimer, a Nock e a Purdey.
Pares de pistolas de duelo eram freqüentemente fornecidos em caixas de madeira compartimentadas junto com um frasco de pólvora, varetas para limpeza e carregamento, pederneiras sobressalentes, chaves inglesas e outras ferramentas, e um molde de bala.

## Galeria

Alguns exemplares de pistolas de duelo
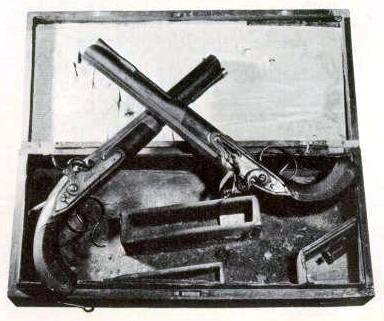
Das mais antigas pistolas de duelo inglesas de pederneira feitas pela Wogdon & Barton, usadas no fatal duelo Burr-Hamilton de 1804.
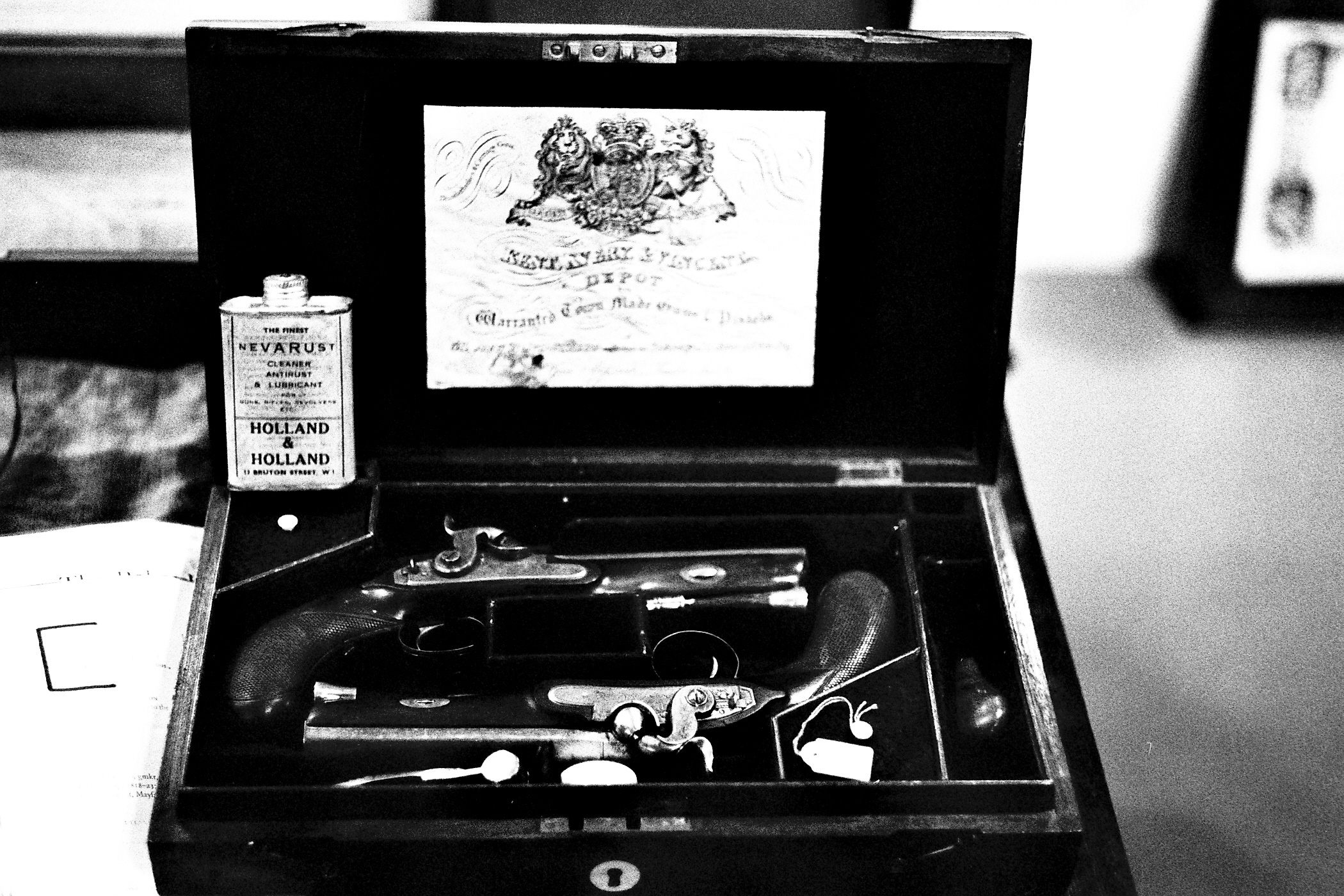
Um dos últimos modelos de pistolas de duelo inglesas disparadas por espoleta de percussão, com o Mandado Real associado ao produto.